# داعية
الدَاعِيَة هو الشخص الذي يدعو إلى دين محدد أو فكرة معينة. وغالبا ما يلقي الداعيةُ المواعظَ حول المواضيع الدينية إلى جمع من الناس. أقل شيوعًا هم الواعظون الذين يعظون في الشارع، أو أولئك الذين لا تكون رسالتهم بالضرورة دينية، ولكنهم يعظون بمكونات مثل النظرة الأخلاقية أو الاجتماعية أو الفلسفية.

## التاريخ
الدعاة شائعون في معظم الثقافات. يمكن أن يكون الداعية كاهنا مسيحيا، أو إماما إسلاميا. ويشار إلى الواعظ المسلم بشكل عام بأنه داعية، بينما يُدعى الخطيب الذي يخطب يوم الجمعة خطيب الجمعة.
ويعتبر الأنبياء من أوائل الدعاة إلى الدين، حيث أرسلهم الله إلى أقوامهم ليدعونهم إلى عبادة الله وترك عبادة ما سواه.
كانت الخطبة أو العظة جزءًا مهمًا من الخدمات المسيحية منذ المسيحية المبكرة، ولا تزال بارزة في كل من الكاثوليكية الرومانية والبروتستانتية.
وعند المسلمين كان أول داعية إلى الإسلام هو الرسول محمد وتبعه الصحابة، ثم برز أمر الدعوة إلى الإسلام بعد صلح الحديبية، وصار المسلمون يدعون الناس إلى دين الإسلام.